# Polyplectropus nanjingensis
Polyplectropus nanjingensis är en nattsländeart som beskrevs av Li och Morse 1997. Polyplectropus nanjingensis ingår i släktet Polyplectropus och familjen fångstnätnattsländor. Inga underarter finns listade i Catalogue of Life.